# Kommuner i Alpes-Maritimes
Liste over de 163 kommuner i departementet Alpes-Maritimes i alfabetisk rækkefølge, med deres INSEE kode og deres postnummer. I parentes står hvilket kommunesamarbejde de deltager i og deres demonym.
| Kommuner og interkommunale enheder i Alpes-Maritimes : Blå : Communauté d'agglomération Pôle Azur Provence : (PAP) Rød : Communauté d'agglomération de Sophia Antipolis : (CAS) (CASA) (Casa) Grøn : Communauté d'agglomération de Nice-Côte d'Azur : (CAN) (CANCA) (Canca) Gul : Communauté d'agglomération de la Riviera française : (CAR) (CARF) (Carf) |                            |                                                    |
| 06001 | 06910                      | Aiglun (les Aiglenois)                             |
| 06002 | 06910                      | Amirat (les Amiratois)                             |
| 06003 | 06750                      | Andon (les Andonnais-Thorencois)                   |
| 06004 | 06160 06600                | Antibes (CAS) (les Antibois)                       |
| 06005 | 06260                      | Ascros (les Ascrossois)                            |
| 06006 | 06790                      | Aspremont (CAN) (les Aspremontois)                 |
| 06007 | 06810                      | Auribeau-sur-Siagne (PAP) (les Auribelois)         |
| 06008 | 06260                      | Auvare (les Auvarois)                              |
| 06009 | 06420                      | Bairols (les Bairolois)                            |
| 06010 | 06620                      | Le Bar-sur-Loup (CAS) (les Barois, les Aubarnois)  |
| 06011 | 06310                      | Beaulieu-sur-Mer (CAN) (les Berlugans)             |
| 06012 | 06240                      | Beausoleil (CAR) (les Beausoleillois)              |
| 06013 | 06450                      | Belvédère (les Belvédérois)                        |
| 06014 | 06390                      | Bendejun (les Bendejunois)                         |
| 06015 | 06390                      | Berre-les-Alpes (les Berrois)                      |
| 06016 | 06470                      | Beuil (les Beuillois)                              |
| 06017 | 06510                      | Bézaudun-les-Alpes (les Bézaudunois)               |
| 06018 | 06410                      | Biot (CAS) (les Biotois)                           |
| 06019 | 06440                      | Blausasc (les Blausascois)                         |
| 06020 | 06450                      | La Bollène-Vésubie (les Bollénois)                 |
| 06021 | 06830                      | Bonson (les Bonsonnois)                            |
| 06022 | 06510                      | Bouyon (les Bouyonnais)                            |
| 06023 | 06540                      | Breil-sur-Roya (les Breillois)                     |
| 06024 | 06850                      | Briançonnet (les Briançonnois)                     |
| 06162 | 06430                      | La Brigue (les Brigasques)                         |
| 06025 | 06510                      | Le Broc (les Brocois)                              |
| 06026 | 06530                      | Cabris (les Cabriens)                              |
| 06027 | 06800                      | Cagnes-sur-Mer (CAN) (les Cagnois)                 |
| 06028 | 06750                      | Caille (les Caillois)                              |
| 06029 | 06400 06150                | Cannes (les Cannois)                               |
| 06030 | 06110                      | Le Cannet (les Cannetans)                          |
| 06031 | 06340                      | Cantaron (les Cantaronnais)                        |
| 06032 | 06320                      | Cap-d'Ail (CAN) (les Cap-d'Aillois)                |
| 06033 | 06510                      | Carros (les Carrossois)                            |
| 06034 | 06670                      | Castagniers (CAN) (les Castanérenques)             |
| 06035 | 06500                      | Castellar (les Castellarois)                       |
| 06036 | 06500                      | Castillon (CAR) (les Castillonnais)                |
| 06037 | 06460                      | Caussols (CAS) (les Caussolois)                    |
| 06040 | 06470                      | Châteauneuf-d'Entraunes                            |
| 06038 | 06740                      | Châteauneuf-Grasse (CAS) (les Châteauneuvois)      |
| 06039 | 06390                      | Châteauneuf-Villevieille (les Madounencs)          |
| 06041 | 06620                      | Cipières (les Cipiérois)                           |
| 06042 | 06420                      | Clans (les Clansois)                               |
| 06043 | 06390                      | Coaraze (CAN) (les Coaraziens)                     |
| 06044 | 06480                      | La Colle-sur-Loup (CAS) (les Collois)              |
| 06045 | 06910                      | Collongues (les Collonguois)                       |
| 06046 | 06670                      | Colomars (CAN) (les Colomarçois)                   |
| 06047 | 06510                      | Conségudes (les Conségudois)                       |
| 06048 | 06390                      | Contes (les Contois)                               |
| 06049 | 06620                      | Courmes (CAS) (les Courmois)                       |
| 06050 | 06140                      | Coursegoules (les Coursegoulois)                   |
| 06051 | 06260                      | La Croix-sur-Roudoule (les Crousencs)              |
| 06052 | 06910                      | Cuébris (les Cuébrois)                             |
| 06053 | 06470                      | Daluis (les Daluisiens)                            |
| 06054 | 06340                      | Drap (les Drapois)                                 |
| 06055 | 06670                      | Duranus (CAN) (les Duranussois)                    |
| 06056 | 06470                      | Entraunes (les Entraunois)                         |
| 06057 | 06440                      | L'Escarène (les Escarénois)                        |
| 06058 | 06460                      | Escragnolles (les Escragnollois)                   |
| 06059 | 06360                      | Èze (CAN) (les Ézasques)                           |
| 06060 | 06950                      | Falicon (CAN) (les Faliconnais)                    |
| 06061 | 06510                      | Les Ferres (les Ferrois)                           |
| 06062 | 06540                      | Fontan (les Fontanais)                             |
| 06063 | 06850                      | Gars (les Garcinois)                               |
| 06064 | 06510                      | Gattières (les Gattiérois)                         |
| 06065 | 06610                      | La Gaude (CAN) (les Gaudois)                       |
| 06066 | 06830                      | Gilette (les Gilettois)                            |
| 06067 | 06500                      | Gorbio (CAR) (les Gorbarins)                       |
| 06068 | 06620                      | Gourdon (CAS) (les Gourdonnais)                    |
| 06069 | 06520                      | Grasse (PAP) (les Grassois)                        |
| 06070 | 06620                      | Gréolières (les Gréolois)                          |
| 06071 | 06470                      | Guillaumes (les Guillaumois)                       |
| 06072 | 06420                      | Ilonse (les Ilonsois)                              |
| 06073 | 06420                      | Isola (les Isoliens)                               |
| 06074 | 06450                      | Lantosque (les Lantosquois)                        |
| 06075 | 06670                      | Levens (CAN) (les Levensois)                       |
| 06076 | 06260                      | Lieuche (les Lieuchois)                            |
| 06077 | 06440                      | Lucéram (les Lucéramois)                           |
| 06078 | 06710                      | Malaussène (les Malaussénois)                      |
| 06079 | 06210                      | Mandelieu-la-Napoule (les Mandolociens-Napoulencs) |
| 06080 | 06420                      | Marie (les Mariols)                                |
| 06081 | 06910                      | Le Mas (les Massoinques)                           |
| 06082 | 06710                      | Massoins (les Massoinques)                         |
| 06083 | 06500                      | Menton (CAR) (les Mentonnais)                      |
| 06084 | 06370                      | Mouans-Sartoux (PAP) (les Mouansois)               |
| 06085 | 06250                      | Mougins (les Mouginois)                            |
| 06086 | 06380                      | Moulinet (CAR) (les Moulinois)                     |
| 06087 | 06910                      | Les Mujouls (les Mujoulois)                        |
| 06088 | 06000, 06100, 06200, 06300 | Nice (CAN) (les Niçois)                            |
| 06089 | 06650                      | Opio (CAS) (les Opians)                            |
| 06090 | 06580                      | Pégomas (PAP) (les Pégomassiens)                   |
| 06091 | 06440                      | Peille (CAR) (les Peillois)                        |
| 06092 | 06440                      | Peillon (les Peillonnais)                          |
| 06093 | 06260                      | La Penne (les Pennois)                             |
| 06094 | 06470                      | Péone (les Péoniens)                               |
| 06095 | 06530                      | Peymeinade (les Peymeinadois)                      |
| 06096 | 06260                      | Pierlas (les Pierlasois)                           |
| 06097 | 06910                      | Pierrefeu (les Pierrefeutins)                      |
| 06098 | 06260                      | Puget-Rostang (les Rostagnois)                     |
| 06099 | 06260                      | Puget-Théniers (les Pugetois)                      |
| 06100 | 06830                      | Revest-les-Roches (les Revestois)                  |
| 06101 | 06260                      | Rigaud (les Rigaudois)                             |
| 06102 | 06420                      | Rimplas (les Rimplassois)                          |
| 06103 | 06450                      | Roquebillière (les Roquebilliérois)                |
| 06104 | 06190                      | Roquebrune-Cap-Martin (CAR) (les Roquebrunois)     |
| 06105 | 06330                      | Roquefort-les-Pins (CAS) (les Roquefortois)        |
| 06106 | 06910                      | Roquesteron (les Roquesteronnais)                  |
| 06107 | 06910                      | Roquestéron-Grasse (les Roquerois)                 |
| 06108 | 06550                      | La Roquette-sur-Siagne (PAP) (les Roquettans)      |
| 06109 | 06670                      | La Roquette-sur-Var (CAN) (les Roquettans)         |
| 06110 | 06420                      | Roubion (les Roubionnais)                          |
| 06111 | 06420                      | Roure (les Rourois)                                |
| 06112 | 06650                      | Le Rouret (CAS) (les Rouretans)                    |
| 06114 | 06730                      | Saint-André-de-la-Roche (CAN) (les Saint-Andréens) |
| 06115 | 06260                      | Saint-Antonin (les Santantoninois)                 |
| 06116 | 06850                      | Saint-Auban (les Saint-Aubanais)                   |
| 06117 | 06670                      | Saint-Blaise (CAN) (les Saint-Blaisois)            |
| 06118 | 06530                      | Saint-Cézaire-sur-Siagne (les Saint-Cézariens)     |
| 06119 | 06660                      | Saint-Dalmas-le-Selvage (les Sandalmassiens)       |
| 06113 | 06500                      | Sainte-Agnès (CAR) (les Agnésois)                  |
| 06120 | 06660                      | Saint-Étienne-de-Tinée (les Stéphanois)            |
| 06121 | 06230                      | Saint-Jean-Cap-Ferrat (CAN) (les Saint-Jeannois)   |
| 06122 | 06640                      | Saint-Jeannet (CAN) (les Saint-Jeannois)           |
| 06123 | 06700                      | Saint-Laurent-du-Var (CAN) (les Laurentins)        |
| 06124 | 06260                      | Saint-Léger (les Saint-Légeois)                    |
| 06125 | 06470                      | Saint-Martin-d'Entraunes (les Saint-Martinois)     |
| 06126 | 06670                      | Saint-Martin-du-Var (CAN) (les Saint-Martinois)    |
| 06127 | 06450                      | Saint-Martin-Vésubie (les Saint-Martinois)         |
| 06128 | 06570                      | Saint-Paul (CAS) (les Saint-Paulois)               |
| 06129 | 06420                      | Saint-Sauveur-sur-Tinée (les Blavets)              |
| 06130 | 06460                      | Saint-Vallier-de-Thiey (les Vallerois)             |
| 06131 | 06910                      | Sallagriffon (les Sallagriffonnais)                |
| 06132 | 06540                      | Saorge (les Saorgins)                              |
| 06133 | 06470                      | Sauze (les Sauzois)                                |
| 06134 | 06750                      | Séranon (les Séranonnais)                          |
| 06135 | 06910                      | Sigale (les Sigalois)                              |
| 06136 | 06380                      | Sospel (CAR) (les Sospellois)                      |
| 06137 | 06530                      | Spéracèdes (les Spéracédois)                       |
| 06163 | 06430                      | Tende (les Tendasques)                             |
| 06138 | 06590                      | Théoule-sur-Mer (les Théouliens)                   |
| 06139 | 06710                      | Thiéry (les Thiérois)                              |
| 06140 | 06530                      | Le Tignet (les Tignetans)                          |
| 06141 | 06830                      | Toudon (les Toudonnais)                            |
| 06142 | 06440                      | Touët-de-l'Escarène (les Touétois)                 |
| 06143 | 06710                      | Touët-sur-Var (les Touëtans)                       |
| 06144 | 06710                      | La Tour (les Tourriers)                            |
| 06145 | 06830                      | Tourette-du-Château (les Tourrettans)              |
| 06146 | 06710                      | Tournefort (les Tournefortois)                     |
| 06147 | 06690                      | Tourrette-Levens (CAN) (les Tourrettans)           |
| 06148 | 06140                      | Tourrettes-sur-Loup (CAS) (les Tourrettans)        |
| 06149 | 06340                      | La Trinité (CAN) (les Trinitaires)                 |
| 06150 | 06320                      | La Turbie (CAR) (les Turbiasques)                  |
| 06151 | 06450                      | Utelle (les Utellois)                              |
| 06152 | 06560                      | Valbonne (CAS) (les Valbonnais)                    |
| 06153 | 06420                      | Valdeblore (les Valdeblorois)                      |
| 06154 | 06750                      | Valderoure (les Valderourois)                      |
| 06155 | 06220                      | Vallauris (CAS) (les Vallauriens)                  |
| 06156 | 06450                      | Venanson (les Venansonnois)                        |
| 06157 | 06140                      | Vence (CAN) (les Vençois)                          |
| 06158 | 06710                      | Villars-sur-Var (les Villarois)                    |
| 06159 | 06230                      | Villefranche-sur-Mer (CAN) (les Villefranchois)    |
| 06160 | 06470                      | Villeneuve-d'Entraunes (les Villeneuvois)          |
| 06161 | 06270                      | Villeneuve-Loubet (CAS) (les Villeneuvois)         |

## Interne links
- Alpes-Maritimes

## Eksterne links
- Demonymer i Alpes-Maritimes  på fransk fra Habitants.fr.